# Dohrniphora canaliculata
Dohrniphora canaliculata är en tvåvingeart som beskrevs av Borgmeier 1960. Dohrniphora canaliculata ingår i släktet Dohrniphora och familjen puckelflugor. Inga underarter finns listade i Catalogue of Life.